# 2005 v římskokatolické církvi

## Únor
- 12. února - v Brazílii byla zavražděna americká řeholnice, ochránkyně pralesů a bojovnice za lidská práva, Dorothy Stang

## Duben
- 2. dubna - po dlouhé nemoci zemřel papež Jan Pavel II.
- 19. dubna - konkláve zvolilo za nového papeže kardinála Ratzingera, který přijal jméno Benedikt XVI.

## Srpen
- 16.-21. srpna - proběhly Světové dny mládeže v Kolíně nad Rýnem
- 16. srpna – zavražděn Roger Schütz, zakladatel komunity Taizé